# Chiesa di Nostra Signora del Rosario degli Uomini Neri (Ouro Preto)
La chiesa di Nostra Signora del Rosario degli Uomini Neri (in portoghese: Igreja de Nossa Senhora do Rosário dos Homens Pretos) è una chiesa cattolica di Ouro Preto, nello stato brasiliano di Minas Gerais. È uno degli edifici più rappresentativi del barocco brasiliano.

## Storia
La chiesa fu eretta dalla confraternita di Nostra Signora del Rosario degli Uomini Neri, costituita nel 1715. Inizialmente la confraternita non aveva un proprio luogo di culto ed era attiva nella chiesa matrice di Nostra Signora del Pilar. Un anno dopo la fondazione, i confratelli comprarono una cappella nel quartiere di Kaquende, in cui si riuniranno fino al 1733, anno in cui il Santissimo Sacramento, custodito nella cappella perché la chiesa matrice era in restauro, fu ritrasferito dalla cappella del Rosario alla chiesa del Pilar. Per il passaggio della processione, ebbe luogo una festa sontuosa, rimasta nella storia locale, chiamata Trionfo Eucaristico, e la confraternita dei neri aprì una via, oggi intitolata a Getúlio Vargas. In contraccambio, nel 1753 ottenne l'autorizzazione per la costruzione di una chiesa imponente, e nel 1761 la Câmara di Ouro Preto concesse ai confratelli un grande lotto di terreno nelle vicinanze della loro cappella.

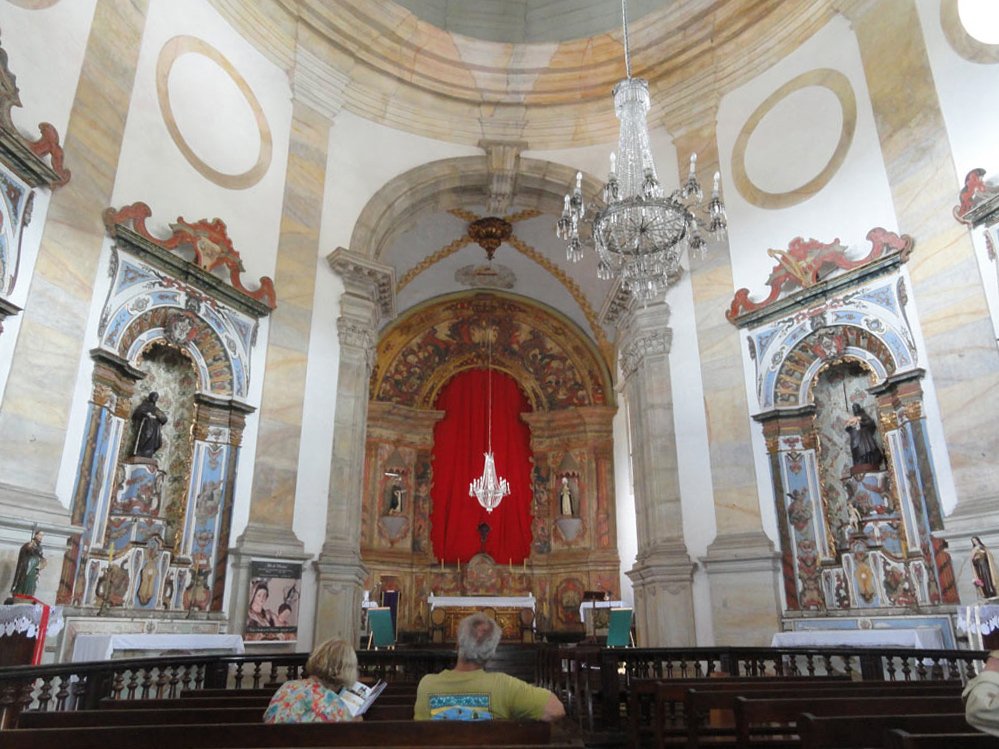
Veduta della navata.

A partire dalla testimonianza storica di José Joaquim da Silva, il progetto fu attribuito Antônio Pereira de Sousa Calheiros, con i lavori di costruzione affidati ai capomastri José Pereira dos Santos, ma non esiste una documentazione certa che confermi questa attribuzione, che è stata contestata da studi recenti. John Bury affermò che erano state avanzate ipotesi, suffragate da buoni argomenti, di un artista proveniente dal Portogallo o dall'Italia, e per qualche tempo si pensò a José Pereira Arouca, ma vi sono prove che indicano che Manuel Francisco de Araújo sia stato coinvolto almeno in parte nel progetto, e può effettivamente essere stato l'autore del progetto intero. Tuttavia, Bury pondera anche che Araújo, noto più come carpentiere, probabilmente non aveva la qualificazione necessaria per concepire un progetto così sofisticato e ben integrato come questo. In alternativa, suggerisce che il progetto possa essere una derivazione di piante create in Italia e nei paesi di lingua tedesca da architetti come Johann Bernhard Fischer von Erlach, Filippo Juvarra, Niccolò Nasoni e Carlo Andrea Rana.
Non si sa esattamente quando incominciarono i lavori, probabilmente poco dopo l'acquisizione del terreno: a metà del 1762 già erano arrivati a buon punto e vi sono prove che furono realizzate alcune varianti del progetto originale, perché gli oculi furono sostituiti da portali. Un nuovo contratto per il frontone e il frontespizio fu affidato nel 1784 ad Araújo, con i lavori terminati nel 1785 da José Ribeiro de Carvalhais, che realizzò anche i campanili, completati nel 1793.
Alla decorazione interna si provvide dal 1784 con la realizzazione di due altari, opera di Manuel José Velasco. José Rodrigues da Silva ne costruì altri cinque fra il 1790 e il 1792, dipinti e dorati da Manuel Ribeiro Rosa e José Gervásio de Sousa. Sousa realizzò anche la pittura del presbiterio fra il 1798 e il 1799, e fra il 1792 e il 1794 gli altari di Sant'Antonio, San Benedetto e Sant'Ifigenia, e i pannelli della sacrestia.
Il sagrato fu costruito nel 1820 da Manuel Antônio Viana e José Veloso Carmo. La chiesa fu terminata soltanto fra il 1822 e il 1823, quando furono allestiti il coro, l'antiporta e le porte del presbiterio. Nel XIX secolo furono apportate alcune modifiche. Altre riparazioni furono messe in opera dall'Ispettorato dei Monumenti Nazionali negli anni 1930, con l'installazione di una grata di ferro per il nartece e di 40 banchi di legno nella navata, progettati da José Wasth Rodrigues. La chiesa è una filiale della parrocchia della chiesa matrice di Nostra Signora del Pilar.

## Significato estetico

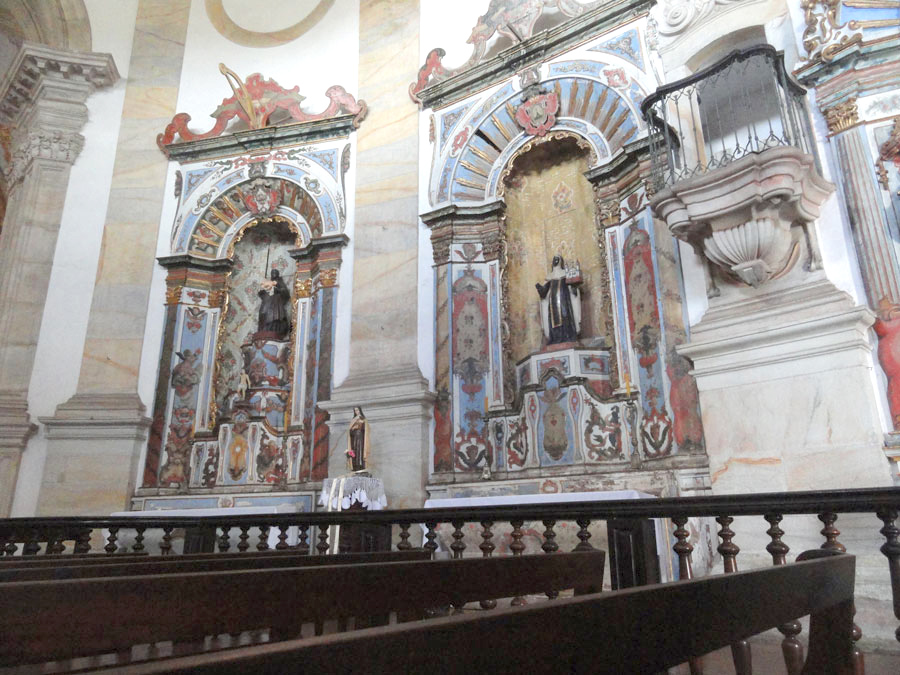
Veduta degli altari laterali.

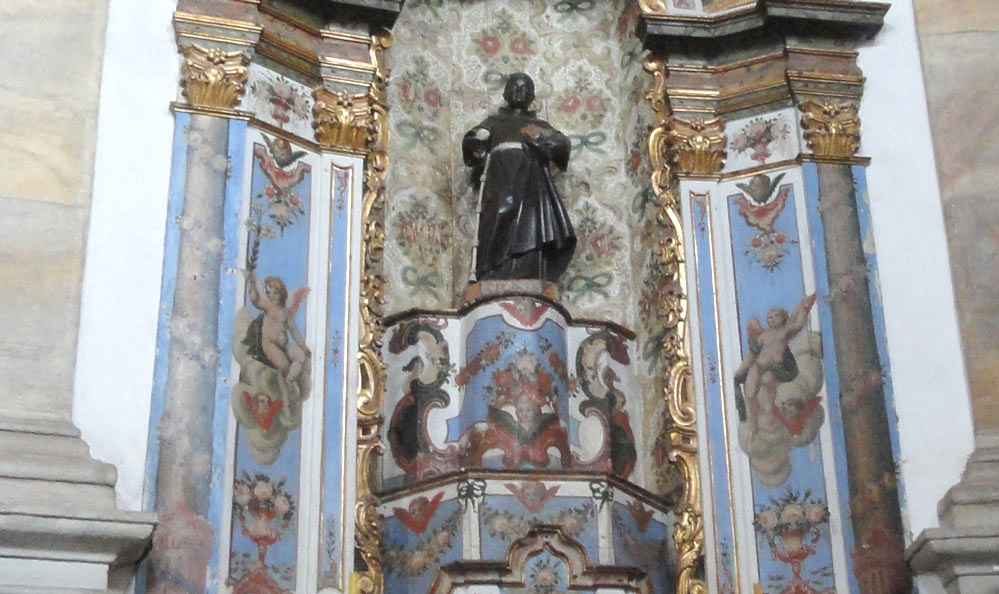
Dettaglio di uno degli altari laterali.

L'edificio è catalogato dall'Instituto do Patrimônio Histórico e Artístico Nacional, e secondo la sua analisi,
"La chiesa di Nostra Signora del Rosario è considerata dagli specialisti come l'espressione massima del Barocco coloniale di Minas Gerais. È composta da una pianta ellittica, con ambulacri attorno al presbiterio e sacrestia quadrangolare all'estremità. Il frontespizio cilindrico presenta tre archi al primo livello, tre porte chiuse al secondo e, come coronamento un frontone trilobato. L'uso della pietra tagliata si manifesta nelle arcate, nella trabeazione, nel frontone, nelle consolle e nelle mensole che, in contrasto con il bianco del frontone e della cimasa che conclude la trabeazione, dona un aspetto imponente al frontespizio.
"Secondo Paulo Ferreira Santos, a chiesa di Nostra Signora del Rosario avrebbe subito l'influenza delle chiese di San Pietro dei Chierici di Porto e di Rio de Janeiro, nonché della chiesa di San Carlo alle Quattro Fontane, di Francesco Borromini. La catena di influenze comprende anche la chiesa di San Pietro dei Chierici di Mariana e di San Francesco d'Assisi di Ouro Preto. Internamente, la monumentalità è conferita dagli elementi architettonici, come i pilastri tuscanici che delimitano lo spazio interno della navata. Gli altari, realizzati fra il 1784 e 1792 da Manuel Velasco e da José Rodrigues da Silva, sono di una semplicità estrema".
Esiste una certa controversia a proposito dello stilo, che a volte è classificato come rococò. John Bury, un grande studioso dell'arte coloniale brasiliana, la considera un esemplare sui generis nell'architettura di Minas Gerais, ove il rococò prevalse, e comparando gli stili rococò e manierista, disse:
"Mário de Andrade tentò di classificarla come una chiesa di transizione. Ma, in verità, l'importanza e l'eccezionalità di questo edificio deve essere giustamente attribuita al fatto di non appartenere né allo stile manierista, né al rococò e, molto meno, a uno stile di transizione fra i due. Al contrario, costituì, sì, un monumento barocco, rappresentativo di una breve fase dell'architettura mineira, a oggi poco conosciuta e luogo di molte interpretazioni errata. [...]
"Ancora non si è data la dovuta attenzione al significato stilistico di questa chiesa, è certo che Nostra Signora del Rosario di Ouro Preto fu sempre riconosciuta come monumento di importanza capitale. [...]
"In San Pietro di Mariana e al Rosario di Ouro Preto [...] un'influenza centro-europea diretta pare che possa essere chiaramente avvisata. Sebbene vi sia una grande distanza fra le proporzioni pesanti e la composizione sgraziata di San Pietro di Rio de Janeiro e l'armoniosa maturità di Nostra Signora del Rosario di Ouro Preto, stilisticamente queste due chiese, insieme con San Pietro dei Chierici di Mariana, costituiscono un episodio barocco isolato nella storia dell'architettura brasiliana. Intimamente connesso, se non direttamente derivato da fonti centro-europee e italiane, si tratta di un episodio esotico, non solo in relazione al Brasile, ma per tutto il mondo lusofono, che incontra un unico parallelo nell'intervento del toscano Nasoni nella città di Porto".
Sebbene l'edificio abbia i tratti del barocco, gli altari sono tipicamente rococò. La decorazione interna è abbastanza semplice ma efficace, con altari costruiti di pannelli di legno quasi spogli di intagli, con ornamenti ottenuti attraverso la pittura illusionistica. La nicchie sono occupate in gran parte da santi associati alla devozione dei negri, come sant'Antonio abate e san Benedetto, le cui immagini sono attribuite, senza certezza, a padre Antônio Félix Lisboa, fratellastro di Aleijadinho. Sono anche venerate Sant'Ifigenia, patrona degli schiavi, e santi poco noti, come Sant'Antonio di Catingerò Esistono documenti che dimostrano la commissione di cinque statue di legno a Manuel Dias da Silva e Sousa fra il 1800 e il 1801, ma le statue non sono state identificate.